# Frickenhausen am Main
Frickenhausen am Main település Németországban, azon belül Bajorországban. Lakosainak száma 1231 fő (2023. december 31.).

## Népesség
A település népessége az elmúlt években az alábbi módon változott:
| Lakosok száma | 983  | 1591 | 1451 | 1236 | 1258 | 1241 | 1266 | 1251 | 1234 | 1231 |
|               | 1875 | 1950 | 1975 | 1987 | 2012 | 2014 | 2016 | 2017 | 2021 | 2023 |